# Zastava Arube
Zastava Arube usvojena je 18. ožujka 1976. godine. Dizajn se sastoji od polja svijetloplave boje (koja se naziva Larkspur ili UN plava), dvije uske paralelno-vodoravne žute pruge u donjem dijelu zastave i crvene četvorokrake zvijezde s bijelim obodom u gornjem lijevom dijelu.
Dizajn ima višestruko značenje:
- Plavo polje predstavlja nebo, more, mir, nadu, budućnost Arube i njihovu povezanost sa svojom prošlošću.
- Dvije uske trake "nagovješćuju status aparte". Jedna traka predstavlja kretanje turista ka sunčanoj Arubi, dok druga simbolizira industriju (zlato i nafta). Također, pored sunca, zlata i bogatstva, žuta traka predstavlja i wanglo cvijeće.

Zvijezda ima složeno značenje. 
- Jako je neuobičajena četvorokraka zvijezda na državnim obilježjima. U ovom slučaju predstavlja četiri strane svijeta, što ukazuje na porijeklo naroda Arube. Osim toga, s obzirom na to da se na Arubi koriste četiri glavna jezika: papiamento, španjolski, engleski i nizozemski, može se i tu pronaći simbolika.
- Zvijezda predstavlja i sam otok - zemlja je često crvena i ograđena bijelim plažama i plavim morem.
- Crvena boja također ima i značenje krvi koju su stanovnici Arube prolili tijekom rata, kao i Indijanaca domorodaca i domoljubne ljubavi.
- Bijela boja označava čistoću i iskrenost.

Na Arubi se 18. ožujka slavi državni praznik, poznat kao Dan zastave.